# Duel en enfer
Pour les articles homonymes, voir Sherlock Holmes contre Jack l'Éventreur.
Duel en enfer : Sherlock Holmes contre Jack l'Éventreur est un roman policier de Bob Garcia paru en novembre 2008 aux Éditions du Rocher.
Le romancier y a imaginé une enquête menée par Sherlock Holmes en 1888 pour retrouver le célèbre meurtrier surnommé Jack l'Éventreur. C'est par le journal intime du Docteur Watson, fidèle chroniqueur des aventures du détective, que le lecteur est amené à découvrir l'évolution de l'enquête.

## Liens avec l'affaire «Jack l'Éventreur»

### Éléments de l'enquête évoqués
Au cours de son enquête, Sherlock Holmes est confronté aux véritables éléments qui ont composé l'affaire « Jack l'Éventreur » en 1888. Toutefois, la plupart des éléments que les ripperologues considèrent comme des indices ayant un lien direct avec l'affaire sont souvent considérés par Holmes comme de fausses pistes dans ce roman.
Tout d'abord, Holmes conclut que le meurtre d'Elizabeth Stride habituellement attribué à « Jack l'Éventreur » a en fait été commis par un autre homme, sans lien avec Jack l'Éventreur. Par ailleurs, l'inscription trouvée sur un mur de Goulston Street la nuit du meurtre d'Elizabeth Stride et de Catherine Eddowes, qui est débattue au sein de la communauté des ripperologues pour savoir si elle a été tracée ou non par le meurtrier, est ici considérée comme un faux indice. De même, le morceau de tablier qui se trouvait au pied de l'inscription est ici aussi considéré comme un faux indice, ce qui est toutefois impossible, puisqu'il fut avéré au cours de l'enquête que ce morceau de tablier appartenait bien à celui que portait Eddowes au moment où elle fut assassinée.
La lettre « Dear Boss » signée « Jack l'Éventreur », qui provoqua un important émoi dans le quartier de Whitechapel fin septembre 1888, est ici considérée comme un canular d'un journaliste du nom de Thomas Bulling. De nos jours, la thèse selon laquelle Bulling serait l'auteur de cette lettre est généralement acceptée par les ripperologues. De même, la lettre « From Hell » est considérée comme une plaisanterie émanant de l'esprit d'un homme dérangé.

### Théorie sur l'identité du meurtrier
Dans son roman, Bob Garcia met en avant une thèse rarement évoquée sur l'identité du meurtrier que l'on surnomme « Jack l'Éventreur ». En effet, après que Holmes ait rencontré ou fait des recherches sur un certain nombre de suspects ayant véritablement existé (John Pizer, l'Old Nichols Gang par exemple), le détective finit par découvrir que le meurtrier est un jeune adolescent, dont la véritable identité est toutefois impossible à trouver.
L'histoire particulièrement sordide du jeune garçon lui donne dans ce roman un motif pour commettre ses crimes. Alors que l'enfant n'était âgé que de quelques années, son père succomba à une grave maladie. Sa mère, sans revenus, dut loger en compagnie de son fils et de sa fille dans une bâtisse londonienne qui n'était autre qu'une maison close. Pour pouvoir payer le loyer, la mère dut se prostituer, puis obliger ses très jeunes enfants à faire de même.
L'évènement qui vint définitivement traumatiser le pauvre garçon au point d'en faire plus tard un meurtrier se déroula au cours d'une nuit, dans la cave de la maison close. La mère du garçon étant tombée enceinte, la maquerelle décida de la faire avorter. Par simple goût de l'horreur, cet avortement se déroula de la manière la plus brutale qui soit, le bas-ventre de la mère du garçon étant directement cisaillé pour récupérer l'avorton de bébé, sans que celui-ci ne passe par les voies naturelles. Le jeune garçon assista à l'horrible scène. Il semble que la pauvre femme ait alors succombé à cette opération sommaire.
L'enfant réussit peu de temps après à s'échapper de la bâtisse en compagnie de sa sœur. Par la suite, il réussit à être pris en charge par une famille d'accueil qui le considéra comme un fils. Toutefois, son enfance traumatisante, qu'il ne révéla par à ses parents adoptifs, lui donna une incontrôlable envie de vengeance, qui le conduira à tuer puis éventrer des prostituées du quartier de Whitechapel, de manière similaire à ce que sa mère avait vécu par le passé.
Lorsque Holmes réussit à la fin de son enquête à retrouver le jeune garçon, celui-ci est mourant, son père adoptif ayant préféré l'éliminer après avoir découvert ses terribles activités nocturnes. Le garçon meurt avant que le détective ne puisse obtenir d'informations de sa part, et sa famille d'accueil n'a aucune idée de l'identité exacte de cet enfant qu'ils ont hébergé pendant plusieurs années. L'identité exacte du meurtrier n'est donc pas connue.

## Allusion à la SSHF
Bob Garcia glisse dans son roman une référence à la Société Sherlock Holmes de France, dont il est membre. En effet, à la page 318 de l'édition d'origine, Holmes et Watson ont besoin d'une fausse identité, et le détective explique à Watson qu'il devra se faire passer pour un certain « Terry Saint Johns ». Peu après, à la page 323, Watson interroge son ami sur l'origine de ce faux nom, et le détective lui explique avoir inventé cette identité en se basant sur le nom d'un de ses lointains cousins français du nom de Thierry Saint-Joannis. Thierry Saint-Joanis est en réalité le président de la Société Sherlock Holmes de France.

## Éditions
Deux éditions du roman sont parues en français :
- Éditions du Rocher, novembre 2008  (ISBN 978-2-268-06699-8)
- J'ai lu. Policier no 9152, février 2010  (ISBN 978-2-290-01888-0)